# Обележавање еритроцита радиофармацеутиком
Обележавање еритроцита радиофармацеутиком један је од поступака у нуклеарној медицини којим се, у облику погодном за апликацију, на најједноставнији начин пацијенту итравенским путем унесе радиофармацеутици за обележавање ин виво, и потом региструју просторне расподеле гама зрачења, специјалном камером, дијагностичке дозе и врсте радиоактивног изотопа. Њихова примена је у сталном развоју и постала је врло важна за клиничку праксу.
Међутим, приликом њихове примене настаје и проблем јер када радиофармацеутик стигне до одређених ћелија он их обележи их пре него што се метаболише и излучи. У том смислу и ако постоји, ин виво обележавање еритроцита, тромбоцита специфичним моноклонским антителима, оно се није показало успешно код гранулоцита. Зато се у пракси углавном крвне ћелије изолују, потом обележе и поново убризгају пацијенту.

## Основна разматрања
Метода обележавања заснива на следећим принципима:
- у метаболиту се замењује стабилни изотоп радиоактивним изотопом,
- уноси се у организам на различите начине и тамо следи метаболичке путеве,
- детекцијом зрачења може се реконструисати просторна расподела радионуклида или пратити њихов пут кроз организам - временски догађаји или промену расподеле еритроцита у органу у времену - временскопросторни догађаји
- може се пратити функција еритроцита преко временске промене активности

Код обележених гранулоцита и тромбоцита на начин њиховог издвајања и услове обележавања утиче интегритет ћелија ефикасност обележавања. Код обележавања еритроцита неопходно је присуство двовалентног калаја, јер иначе пертехнетат слободно дифундује у ћелије, излази из њих, а ако је у редукованом облику може да се веже за хемоглобин, и да га ћелија задржи. 
Такође је важно да се уклони евентуални вишак калаја /II/ - јона у екстрацелуларном просторо пре него што се дода пертехнетат; иначе би се у организму пертехнетата редуковао у облик који не продире у ћелију и добили би се погрешни резултати. 
Удео од укупно унете дозе пертехнетата који се веже у ћелијама зове се ефикасност обележавања.
Недостатак калај /II/ -јона је подложност оксидацији у калај /II/ -јоне, који такође не продиру кроз ћелијску мембрану, па се стога препоручује да се њихова припрема врши непосредно пред употребу. Као потребна количина двовалентаог калаја процењује се да је довољно 10-20 μg Sn2 по килограму телесне масе.

## Обележавање технецијумом-99м
Одличне физичке особине, висок квалитет и лака доступност по прихватљивим ценама коришћењем 99Мо/ 99мТс генератора учинили су да овај радионуклид постане практично незамењив, (од 1977. године до данас), када је развијен читав низ поступака за обележавање црвених крвних зрнаца технецијумом. Отежано снабдевање услед његовог релативно кратког времена полураспада од 6 часова, решено је развојем  99Mo/99mTc генератора што је, уз увођење гама камере, било одлучујуће за експанзивни развој дијагностике у нуклеарној медицини. 
Тако је технецијум-99м већ деценијама најважнији дијагностички радионуклид,који је више допринео у дијагностици него сви остали радионуклиди заједно. А процењује се да ће се он користи и у око 90% свих претрага у којима се примењују радионуклиди.

### Методе за обележавање еритроцита технецијумом-99м
Методе за обележавање еритроцита технецијумом-99м могу се разврстати на:
Процедуре ин виво помоћу два давања ињекције
У овом поступку прво се даје средство за апсорпциу калаја /II/ -јона у ћелијама, где долазе у обзир разни китови као SnGH, Sn-тартарат, Sn-гентисинска киселина, Sn-цитрат, Sn-DTPA, Sn-DTPA, Sn-HEDP SnF+, Sn-MDP али се као најпогоднији показао  Sn-PYP, а после 20-30 минута даје се пертехнетат. Када пертехнетата такође продре у ћелије, редукује се и веже за глобински део молекула хемоглобина. Тиме се постиже доста ниско обележавање од 60-90%. На овај начин се добијају 99мТс-обележене црвене крвне ћелије погодне за детекцију крварења у желудачноцревном тракту и за ипитивање функције срца.
Модификована метода „ин витро”
После интравенског давања Sn-PYP  (као и у претходној методи лиофилизовани супстанца се претходно раствори у физиолошком раствору), узме се узорак крви у хепаринизирани шприц који садржи пертехнетат, икубира на собној температури и поново убризгава пацијенту.
Метода по којој се обележавање обавља „ин витро”
Метода се заснива на узимању узорка крви у хепаринизирани шприц који садржи припремљени редукциони раствор (калај /II/ -цитрат или -хлорид), затим се црвене крвне ћелије издвоје центрифугирањем
на 1.200-1.500 G и дода се раствор пертехнетата. После око 5 мин издвоје се обележена крвна зрнца одливањем раствора пертехнетата, центрифлигирањем и испирањем од невезаног пертехнетата, ресуспендују се у аутологој плазми и убризгавају пацијенту.
Ова метода се користи само за процену запремине крви или црвених крвних ћелија.
Најновија метода
Она представља усавршену претходну методу коју су предложили истраживачи из фирме Mallinckrodt, са најмањим уношењем калаја, највећом ефикасношћу обележавања и са радом који се одвија претежно „екс виво”. Ту се крв уноси шприцом у куповну бочицу са лиофилизовани редукујућом супстанцом (калајни цитрат и декстроза), затим се дода шприцом раствор натријум-хипохлорита чија је улога да оксидлше вишак калаја; после извесног времена се дода шприцом антикоагуланс АЦД чиме се уједно подеси пХ и на крају се дода раствор пертехнетата. Онда се обележени еритроцити извуку шприцом (принос обележавања је 97-98%), а могу се користити до три часа.

## Клиничка примена
Главна клиничка примена технецијумом-99м обележених еритроцита су:
- анатомска и функционална испитивања кардиоваскуларног система,[11]
- процена масе еритроцита
- спољашња или унутрашња детекција гастроинестиналног крвављења.
- тестирања у хематологији.[12]